# Word Cup
Word Cup ist ein deutsches Hip-Hop- und Lifestyle-Magazin, das als Online- und als TV-Format nationale und internationale Künstler aus der Hip-Hop-Szene präsentiert. Neben Interviews, Videos und Konzertmitschnitten zeigt Word Cup auch Berichte über Sport-Events und aus der Modeszene.
Zudem widmet sich Word Cup der Nachwuchsförderung und präsentiert regelmäßig die Newcomer der Hip-Hop-Szene. Produziert wird die Sendung von der Rich Media Online Publishing Plattform Hobnox (Berlin). Auf deren Musik-Sender Sly-Fi berichten die drei Moderatoren Jasmin Shakeri, Tyron Ricketts und Selcuk Erdogan aus der Hip-Hop-Welt. Hinter den Kulissen arbeitet Ndilyo Niminde als Redakteur an den Themen.
Word Cup wurde von März 1996 bis Juni 1999 als TV-Format auf VIVA ausgestrahlt und war von September 2001 bis Dezember 2002 fortan als Radiosendung beim WDR-Sender 1 Live zu hören. Moderiert wurde das TV-Format auf VIVA von Tyron Ricketts, der neben Jens „Scope“ Kameke später der Radioshow seine Stimme verlieh.
Im Dezember 2004 fand ein Relaunch statt. Word Cup ist seitdem als Online-Show im Internet zu sehen. Im Jahr 2006 gelang es der Panthertainment GmbH, Word Cup beim Kölner Lokalsender Center TV zu platzieren. Ab 2007 wurde das Hip-Hop-Magazin auch vom deutschen Digitalkabelsender iMusic TV bundesweit ausgestrahlt. Durch die Sendung führten seit dem Relaunch Selcuk Erdogan und Maurice Hofmann, der schon zu VIVA-Zeiten „behind the scenes“ für Word Cup aktiv war.
Ab Herbst 2007 startete Word Cup unter der Führung von Hobnox von Berlin aus neu.